# ガイウス・アクィッリウス・フロルス
ガイウス・アクィッリウス・フロルス（Gaius Aquillius Florus、生没年不明）は共和政ローマ中期の政治家、将軍である。紀元前259年の執政官（コンスル）に選出され、第一次ポエニ戦争を戦った。

## 経歴
第一次ポエニ戦争開始から6年目にあたる紀元前259年、ルキウス・コルネリウス・スキピオと共に執政官に選出された。フロルスはシケリア（シチリア）に渡り、秋から冬にかけてカルタゴの将軍ハミルカルの動きを牽制した。翌年にもプロコンスルとして引き続き軍を指揮した。
その年に、カルタゴの拠点であるミティストゥラトゥム（現在のミストレッタ）を包囲した。ミティストゥラトゥムは既に大きな損害を受けていたが、執政官アウルス・アティリウス・カラティヌスの率いる軍団も加わり、7ヶ月の包囲戦の後に陥落した。住民は殺害されるか、あるいは奴隷とされた。
この勝利のために、フロルスは紀元前258年10月5日に凱旋式を実施する栄誉を得ている。

## 参考資料
1. ↑  William Smith, Dictionary of Greek and Roman Biography and Mythology, 1, Boston: Little, Brown and Company, Vol.2 p. 177